# Mirwais Stass
Mirwais ou Mirwais Stass, né Mirwais Ahmadzaï le 23 octobre 1960 à Lausanne en Suisse, est un musicien, compositeur, chanteur et producteur français. Il fut notamment le guitariste et compositeur du groupe français Taxi Girl de 1978 à 1986, membre du groupe Juliette et les Indépendants entre 1986 et 1993, ainsi que producteur pour Madonna. Après un long parcours dans la musique rock, il participe ensuite au courant musical electro à partir des années 2000 avec son deuxième album Production (en) tourné vers la musique électronique.

## Biographie
Né à Lausanne, il est le fils d'une mère italienne et d'un père afghan et acquiert la nationalité française par naturalisation le 15 janvier 2010.

### Taxi-Girl
En 1978, il fonde Taxi Girl avec Daniel Darc, Laurent Sinclair, Stéphane Erard, Pierre Wolfsohn,. À la séparation du groupe, il poursuit à Paris une carrière d'artiste solo avec son album folk publié en 1990. Dix ans plus tard il entame une carrière de producteur, avec la sortie de son album Production qui contient le single Naive Song (2000). Malgré un succès mitigé, cet album est l’aboutissement du son « Mirwais » et de sa vision musicale alliant culture rock, new-wave, folk, disco et expérimentation synthétique[réf. nécessaire].
Il a notamment produit plusieurs groupes et chanteurs, dans les années 1980 pour Mankin Record, un label créé par Taxi Girl[réf. nécessaire].

### Juliette et les Indépendants
En 1987, il forme le groupe Juliette et les Indépendants avec la chanteuse Juliette Desurmont,. Le premier disque, le single La Vie en Noir est sorti sous le nom de Juliette et a été produit artistiquement par Mirwais.

### Madonna
Plus récemment, il a composé et produit une partie des albums Music et American Life ainsi qu'une partie de l'album Confessions on a Dance Floor de Madonna, qui découvrit ses maquettes par l’intermédiaire de Stéphane Sednaoui, ce qui lui valut une rapide croissance de notoriété dans le monde[réf. nécessaire].

« I truly believe that this man is a genius… I listen to his stuff and I think, this is the future of sound. »

— Madonna,
La chanson Naive Song est le générique de la série télévisée Clara Sheller,. En 2006, Mirwais a travaillé sur différentes bandes originales de films, parmi lesquelles No Body is Perfect de Raphaël Sibilla, et Pardonnez-moi de Maïwenn.

### Y.A.S.
L'album Arabology, qu'il produit avec la chanteuse Yasmine Hamdan (sous le nom de Y.A.S.), marque en 2009 son retour discographique après des années d'absence. Le projet, rencontre du monde arabe et de la pop occidentale, connaît un engouement critique sans atteindre de véritable succès public. Deux singles en ont été extraits, Get it Right, où la route de Mirwais a de nouveau croisé celle de Stéphane Sednaoui qui en a réalisé le clip, et Yaspop, dont la vidéo a été réalisée par Danakil.

### Uffie
En 2010 Mirwais compose et produit 4 titres de l'album de la chanteuse américaine Uffie dont le single ADD SUV (en) en collaboration avec le chanteur Pharrell

### Littérature
En 2022, il publie le roman dystopique Les Tout-Puissants (Éditions Séguier).
Le 21 mars 2024, Mirwais publie aux éditions Séguier un récit évoquant la genèse du célèbre groupe dont il a fait partie, sous le titre Taxi-Girl : 1978-1981.

## Discographie

### Albums avec Taxi Girl
- Mannequin (1980) Maxi vinyle 3 Titres
- Cherchez le garçon (1980)
- Seppuku (1981)
- Quelqu'un comme toi (mini album) (1983)
- Suite & fin ? et 84-86 (1990)

### Albums avec Juliette et les Indépendants
- S/T (1989)
- 14 juillet (1994)

### Singles
- Disco science
- Naive Song (en)
- I Can't Wait
- Miss You
- The Retrofuture
- 2016 - My Generation

### Albums avec Madonna
- Music (2000)
- American Life (2003)
- Confessions on a Dance Floor (2005)
- Madame X (2019)

### Autres collaborations
- Fous ceux qui croient qu'ils ne le sont pas (1996) et Tu m'jures tu l'répètes pas (1998) avec Ann'so[16]
- Sentiments naturels avec Carole Laure (1997)
- Shazz, Shazz, (1998)
- Suicide Sutra avec Sutra (1998)
- Laurie Markovitch musique originale et inspirée de Quelque chose d'organique de Bertrand Bonello (1998) [Laurie Markovitch est Jipé Nataf / Mirwais Ahmadzaï / Bertrand Bonello]
- Odyssey avec Fischerspooner (2006)
- Aräbology avec la chanteuse libanaise Yasmine Hamdan (2009)
- Sex Dreams & Denim Jeans, il produit quatre titres sur le premier album de la chanteuse Uffie (2010)
- Barre[17], un film de Charlotte Dauphin avec Marie-Agnès Gillot et Charlotte Dauphin (2023)

## Samples
- Sur la chanson V.I., il y a un sample de Cargo Culte de Serge Gainsbourg, de l’album concept Histoire de Melody Nelson.
- Un sample de Cannonball des Breeders (album Last Splash) est utilisé sur le morceau Disco Science.
- Un extrait du titre Die Mensch-Maschine de Kraftwerk tiré de l'album homonyme est samplé pour le morceau A-Man issu d'Arabology.

## Utilisation dans l'audiovisuel
- Le titre Disco Science de l'album Production figure sur la bande originale du film Snatch de Guy Ritchie.
- Naive Song a été utilisé pour les publicités Mc Donald's au début des années 2000 et par Apple, avant de servir de générique pour la série française Clara Sheller.
- Le titre Music de Madonna est issu de la chanson Never Young Again.
- Le titre Disco Science de l'album Production est utilisé dans la vidéo Graff NQTV de Rémi Gaillard en 2007.
- Le titre Definitive Beat est utilisé dans une scène du film Intervention divine du réalisateur palestinien Elia Suleiman, tandis qu'un remix de Stayin' Alive par Mirwais est utilisé pour le générique de Le Temps qu'il reste.
- Le titre Die Another Day de Madonna, produit par Mirwais, est la chanson générique du 20e James Bond Meurs un autre jour (Die Another Day).